# A magyar labdarúgó-bajnokság aranyérmes játékosainak listája: H
Az alábbi lista a magyar labdarúgó-bajnokság bajnokcsapatainak játékosait sorolja fel, H kezdőbetűvel, bajnoki cím száma, egyesületek és idények szerint.

## H
| Játékos              | Bajnoki cím | Csapat(ok)                   | Idény(ek)                                                      |
| -------------------- | ----------- | ---------------------------- | -------------------------------------------------------------- |
| Haár Móric           | 1           | Hungária                     | 1928–29                                                        |
| Ronald Habi          | 1           | Debreceni VSC                | 2004–05                                                        |
| Háda József          | 3           | Ferencváros                  | 1931–32, 1933–34, 1937–38                                      |
| Hadrévi József       | 1           | Hungária                     | 1935–36                                                        |
| Hahn Árpád           | 1           | Vác                          | 1993–94                                                        |
| Hajdu Attila         | 2           | 1 – Ferencváros 1 – MTK      | 1995–96 2002–03, 1998–99                                       |
| Hajdú József         | 2           | Ferencváros                  | 1975–76, 1980–81                                               |
| Hajós Alfréd         | 2           | Budapesti TC                 | 1901, 1902                                                     |
| Hajszán Gyula        | 2           | Rába ETO                     | 1981–82, 1982–83                                               |
| Halápi István        | 1           | Újpesti Dózsa                | 1959–60                                                        |
| Halász Géza          | 5           | Ferencváros                  | 1906–07, 1908–09, 1909–10, 1910–11, 1911–12                    |
| Halgas Tibor         | 1           | Ferencváros                  | 2000–01                                                        |
| Halmai Gábor         | 3           | 1 – Kispest-Honvéd 2 – MTK   | 1992–93 1996–97, 1998–99                                       |
| Halmosi Péter        | 3           | Debreceni VSC                | 2004–05, 2005–06, 2006–07                                      |
| Hamar István         | 2           | 1 – Kispest-Honvéd 1 – MTK   | 1992–93 1996–97                                                |
| Hámori László        | 4           | Ferencváros                  | 1933–34, 1937–38, 1939–40, 1940–41                             |
| Hámori István        | 1           | Vác                          | 1993–94                                                        |
| Hannich Péter        | 2           | Rába ETO                     | 1981–82, 1982–83                                               |
| Harmat Imre          | 1           | Újpest                       | 1929–30                                                        |
| Harsády József       | 1           | Budapesti TC                 | 1901                                                           |
| Harsányi László      | 4           | Újpesti Dózsa                | 1971–72, 1972–73, 1973–74, 1974–75                             |
| Havas János          | 1           | Újpest                       | 1930–31                                                        |
| Havas László         | 1           | Újpest                       | 1938–39                                                        |
| Havasi Sándor        | 4           | Ferencváros                  | 1962–63, 1964, 1967, 1968                                      |
| Hegedűs András       | 1           | MTK                          | 1951                                                           |
| Hegedűs Béla         | 1           | Vasas SC                     | 1976–77                                                        |
| Hegedűs Gyula        | 3           | Debreceni VSC                | 2004–05, 2005–06, 2006–07                                      |
| Héger Ferenc         | 1           | Ferencváros                  | 1925–26                                                        |
| Hegyeshalmi Tibor    | 1           | Bp. Honvéd                   | 1988–89                                                        |
| Hegyi Gyula          | 1           | Újpesti Dózsa                | 1977–78                                                        |
| Hegyi Imre           | 2           | Újpesti Dózsa                | 1971–72, 1973–74                                               |
| Heinrich László      | 1           | Bp. Honvéd                   | 1955                                                           |
| Franciel Hengermühle | 1           | Debreceni VSC                | 2005–06                                                        |
| Henni Géza           | 1           | Ferencváros                  | 1948–49                                                        |
| Herczeg Miklós       | 1           | Újpest                       | 1997–98                                                        |
| Herédi Attila        | 1           | Újpesti Dózsa                | 1989–90                                                        |
| Hernádi Ernő         | 1           | Bp. Honvéd                   | 1952                                                           |
| Hernádi Pál          | 1           | Ferencváros                  | 1948–49                                                        |
| Herquett Rezső       | 1           | MTK                          | 1904                                                           |
| Hertzka Jenő         | 1           | MTK                          | 1919–20                                                        |
| Hidasi Pál           | 1           | Újpest                       | 1938–39                                                        |
| Hidegkuti Nándor     | 3           | MTK                          | 1951, 1953, 1957–58                                            |
| Hidvégi Sándor       | 1           | Videoton                     | 2010–11                                                        |
| Híres Alajos         | 1           | Csepel                       | 1947–48                                                        |
| Híres Gábor          | 1           | MTK-VM                       | 1986–87                                                        |
| Hirzer Ferenc        | 1           | Hungária                     | 1928–29                                                        |
| Hlagyvik Gábor       | 2           | Rába ETO                     | 1981–82, 1982–83                                               |
| Hlavay György        | 2           | MTK                          | 1913–14, 1919–20                                               |
| Hoffer István        | 2           | MTK                          | 1904, 1907–08                                                  |
| Holits Ödön          | 1           | MTK                          | 1907–08                                                        |
| Holub Nándor         | 1           | MTK                          | 1907–08                                                        |
| Hóri György          | 2           | Újpest                       | 1932–33, 1934–35                                               |
| Horn K. Lajos        | 1           | Ferencváros                  | 1903                                                           |
| Hornyák Béla         | 1           | Rába ETO                     | 1981–82                                                        |
| Horváth András       | 1           | Ferencváros                  | 1939–40                                                        |
| Horváth Árpád        | 1           | Ferencváros                  | 1968                                                           |
| Horváth Attila       | 1           | MTK-VM                       | 1986–87                                                        |
| Horváth Csaba        | 1           | MTK                          | 1996–97                                                        |
| Horváth Gábor        | 1           | Videoton                     | 2010–11                                                        |
| Horváth György       | 1           | Ferencváros                  | 1962–63                                                        |
| Horváth Gyula        | 1           | Hungária                     | 1936–37                                                        |
| Horváth István       | 3           | Bp. Honvéd                   | 1949–50, 1950-ősz, 1952                                        |
| Horváth József       | 7           | Újpesti Dózsa                | 1969, 1970-tavasz, 1970–71, 1971–72, 1972–73, 1973–74, 1974–75 |
| Horváth Károly       | 1           | Újpest                       | 1946–47                                                        |
| Horváth László       | 1           | Ferencváros                  | 1926–27                                                        |
| Horváth László       | 2           | Ferencváros                  | 1967, 1968                                                     |
| Horváth Levente      | 2           | MTK                          | 2002–03, 2007–08                                               |
| Horváth Ödön         | 1           | Ferencváros                  | 1948–49                                                        |
| Horváth Péter        | 1           | Ferencváros                  | 2000–01                                                        |
| Horváth Róbert       | 1           | Ferencváros                  | 1980–81                                                        |
| Hrepka Ádám          | 1           | MTK                          | 2007–08                                                        |
| Georgi Hrisztov      | 1           | Debreceni VSC                | 2005–06                                                        |
| Hrutka János         | 3           | Ferencváros                  | 1994–95, 1995–96, 2000–01                                      |
| Huber Rezső          | 6           | 3 – Ferencváros 3 – Újpest   | 1925–26, 1926–27, 1927–28 1929–30, 1930–31, 1932–33            |
| Hungler János        | 4           | Ferencváros                  | 1925–26, 1926–27, 1927–28, 1933–34                             |
| Huszák Tamás         | 1           | Debreceni VSC                | 2009–10                                                        |
| Huszárik László      | 2           | 1 – MTK-VM 1 – Újpesti Dózsa | 1986–87 1989–90                                                |